# Haluaghat
Haluaghat (en bengali : হালুয়াঘাট) est une upazila du Bangladesh dans le district de Mymensingh. En 1991, on y dénombrait 242 339 habitants.